# Chris van den Heuvel
Christiaan (Chris) van den Heuvel (Nieuw-Vennep, 12 februari 1887 - Leiden, 2 maart 1959) was een landbouwer uit de Haarlemmermeer, oprichter en bestuurslid van de Nederlandse Christelijke Boeren- en Tuindersbond en langdurig lid van de Tweede Kamer der Staten-Generaal voor de Anti-Revolutionaire Partij.
Chris van den Heuvel was een zoon van landbouwer Cornelis Christiaan van den Heuvel en Anna Verkuijl. Hij volgde de Christelijke Landbouwschool in Hoofddorp (1907-1909) en was landbouwer in de Haarlemmermeer. In 1912 trouwde hij in Hoofddorp met Pieternella Verkuijl, en werd hij lid van de Haarlemmermeerse gemeenteraad (1912-1926). Vanaf 1920 werd hij ook landelijk politiek-bestuurlijk actief. Hij werd lid van de Hoge Raad van Adel (nog in 1934) en de Staatscommissie-Nolens inzake het socialisatie-vraagstuk (1920-1927).
Van 1922 tot 1956 was hij lid van de Tweede Kamer, waar hij met veel gevoel voor humor gemakkelijk en levendig sprak. Hij was landbouw- en financieel woordvoerder van de ARP-fractie, en voerde van 1948 tot en met 1955 namens die fractie het woord bij de algemene financiële beschouwingen. Tijdens de Tweede Wereldoorlog werd hij geïnterneerd in Doorgangskamp Schoorl, het Gijzelaarskamp Buchenwald, Gijzelaarskamp Haaren en Gijzelaarskamp Sint-Michielsgestel (1941-1942). Hij was na de Tweede Wereldoorlog voorzitter van diverse Kamercommissies, waaronder de begrotingscommissie en vaste commissie voor Landbouw(, Visserij en Voedselvoorziening) en de vaste commissie voor de Watersnood (1953-1956). Vanaf 1945 was hij ook voorzitter van de Nederlandse Christelijke Boeren- en Tuindersbond (CBTB), en hij vervulde diverse andere bestuurs- en commissiefuncties.
Van den Heuvel werd in 1931 benoemd tot Ridder in de Orde van de Nederlandse Leeuw en in 1949 tot Commandeur in de Orde van Oranje-Nassau.